# Chociesław
Chociesław, Chocsław – staropolskie imię męskie, złożone z członów Chocie- („chcieć”) i -sław („sława”). Mogło oznaczać "pragnący sławy”.
Chociesław imieniny obchodzi 7 stycznia i 10 maja.